# Félix II (antipapa)
Félix II (Roma, ¿? - Portus, 22 de noviembre de 365) fue un antipapa de la Iglesia católica entre 355 y 365, aunque durante la Edad Media figuró entre los papas considerados legítimos.
Arcediano de la iglesia de Roma, al decretar el emperador Constancio II el destierro del papa Liberio en 355 por negarse este a condenar a Atanasio, fue consagrado pontífice por tres obispos arrianos y posteriormente reconocido por el clero romano, no consiguió el apoyo del pueblo que siguió fiel al papa desterrado.
Durante su breve pontificado luchó por la unidad de la Iglesia contra el cisma de Acacio.
En 357, el desterrado Liberio condena las ideas de Atanasio en el denominado Formulario de Sirmio logrando con ello que el emperador Constancio II  le permita regresar a Roma con la intención de que la Iglesia estuviese gobernada tanto por Liberio como por Félix. No obstante tras el retorno de Liberio, en 358, el pueblo romano  rechazo la bicefalía y se decantó por Liberio, obligando a Félix a abandonar Roma y refugiarse en Porto donde fallecería.
El pueblo de Roma ha confundido tempranamente a este antipapa con el mártir Félix de Roma. Probablemente este error se deba a que durante su breve antipapado, consagró una iglesia en la Vía Aurelia donde estaba enterrado el mártir. El error hizo que durante varios años se pensara que Félix II había sido canonizado. Una consecuencia de esta creencia errada se puede ver en la Basílica de San Pablo Extramuros, donde su imagen cuenta con un nimbo, atributo reservado solo para las imágenes de los papas santos en dicha basílica.